# 스네이크보드

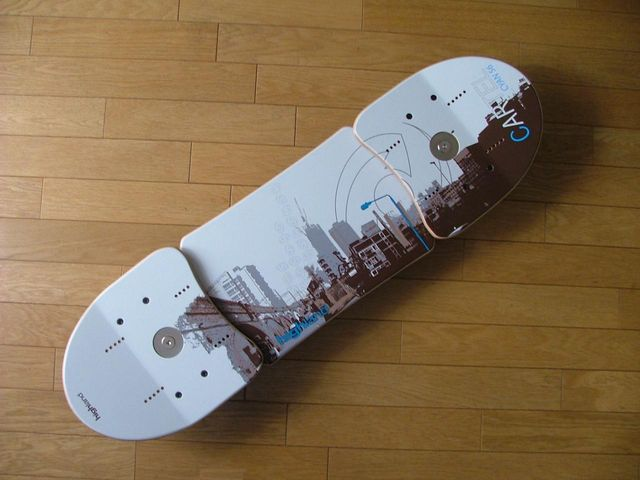
스네이크보드

스네이크보드(Snakeboard)는 3개의 보드를 직렬로 조합한 것으로 바퀴가 달린 스케이트보드의 종류 중 하나이다.
1989년 남아프리카에서 제임스 피셔(James Fisher), 사이먼 킹(Simon King), 올리버 매클레오드 스미스(Oliver Macleod Smith)가 발명한 보드이다. 원래의 스케이트보드에 스노보드와 서핑의 요소를 융합하여 재미있는 라이딩 경험을 만드는 것이 컨셉이었다. 첫 번째 프로토타입은 두 개의 네모난 나무 판자, 반으로 잘린 오래된 롤러 스케이트, 그리고 그것들을 연결하는 배관 파이프 조각을 사용하여 구성되었다. 제조가 시작되기 전에 많은 변형이 시도되었다. 대량 생산된 첫 번째 보드는 Zytel ST801로 알려진 강한 플라스틱 나일론으로 만들어졌다.

## 같이 보기
- 스케이트보드 (장비)